# Bobrowo (Pojezierze Wałeckie)
Bobrowo – jezioro w woj. zachodniopomorskim, w pow. wałeckim, w gminie Wałcz, leżące na terenie Pojezierza Wałeckiego. Jezioro położone jest około 1,5 km na południe od Karsiboru.
Według urzędowego spisu opracowanego przez Komisję Nazw Miejscowości i Obiektów Fizjograficznych (KNMiOF) opublikowanego przez Główny Urząd Geodezji i Kartografii (GUGiK) i udostępnionego na stronach Komisja Standaryzacji Nazw Geograficznych (KSNG) nazwa tego jeziora to Bobrowo. W różnych publikacjach i na mapach topograficznych jezioro to występuje pod nazwą Bobrow, Bobrów, Babrowo.
Powierzchnia zwierciadła wody według różnych źródeł wynosi od 12,5 ha przez 15,6 ha do 16,06 ha.
Zwierciadło wody położone jest na wysokości 112,4 m n.p.m. lub 112,8 m n.p.m.. Średnia głębokość jeziora wynosi 3,2 m, natomiast głębokość maksymalna 6,1 m.
Jest to jezioro polodowcowe, rynnowe, o typowym dla tych jezior podłużnym kształcie.
Jezioro połączone jest rowami melioracyjnymi i ciekami wodnymi z jeziorem Golce.